# Stora Härsjön
Stora Härsjön är en sjö i Härryda kommun och Lerums kommun i Västergötland och ingår i Göta älvs huvudavrinningsområde. Elementet "här" i sjöns namn betyder "grå" och syftar troligtvis på vattnets färg.
Sjön är 42,5 meter djup, har en yta på 2,59 kvadratkilometer och befinner sig 90,1 meter över havet. Vid provfiske har bland annat abborre, gädda, mört och siklöja fångats i sjön.

## Delavrinningsområde
Stora Härsjön ingår i delavrinningsområde (640637-129338) som SMHI kallar för Utloppet av Stora Härsjön. Medelhöjden är 108 meter över havet och ytan är 13,51 kvadratkilometer. Räknas de 3 avrinningsområdena uppströms in blir den ackumulerade arean 25,07 kvadratkilometer. Tvärån som avvattnar avrinningsområdet har biflödesordning 4, vilket innebär att vattnet flödar genom totalt 4 vattendrag innan det når havet efter 39 kilometer. Avrinningsområdet består mestadels av skog (69 %). Avrinningsområdet har 3,2 kvadratkilometer vattenytor vilket ger det en sjöprocent på 23,6 %.

## Fisk
Vid provfiske har följande fisk fångats i sjön:
- Abborre
- Gädda
- Mört
- Siklöja
- Sutare
- Öring